# Joseph Lebeau
Jean Louis Joseph Leveau (Huy, 3 de enero de 1794 - ibídem, 19 de marzo de 1865) fue un político y letrado belga, primer ministro de su país.

## Biografía
Nacido en Huy, recibió una temprana educación por parte de su tío, que era sacerdote en Hannut, y se hizo oficinista. Ahorró dinero para costear sus estudios de derecho en la Universidad de Lieja, y entró en el colegio de abogados en 1819 con sus amigos Charles Rogier y Paul Devaux, formó en Lieja en 1824 el Mathieu Laensbergh, luego llamado Le politique, una publicación que pretendía aunar a liberales y católicos contra el gobierno sin manifestar un abierto desapego al Reino Unido de los Países Bajos
Leveau no esperaba separar los Países Bajos y Bélgica, pero sus ideas se reforzaron en la Revolución belga de 1830. Fue enviado por el Congreso Nacional Belga y fue ministro de asuntos exteriores en 1831 durante la regencia interina de Érasme-Louis Surlet de Chokier. 
Con la propuesta de elección de Leopoldo de Saxe-Coburg, se aseguró una actitud benevolente del Reino Unido, sin embargo cuando la restitución de los ducados, fue acusado de traicionar los intereses belgas. 
Se volvió a ocupar de la cartera de asuntos exteriores tras la investidura del rey Leopoldo, pero al año siguiente fue ministro de justicia. Fue diputado por Bruselas de 1833 a 1848 y tras desavenencias con el rey en 1834, fue gobernador electo de la Provincia de Namur (1838), embajador del Reichstag (1839), y en 1840 formó un ministerio liberal de corta duración y desde entonces no ocupó puestos estatales, pero siguió con su apoyo a medidas liberales y anticlericales.

## Obra
- La Belgique depuis 1847 (Bruselas, 4 vols., 1852)
- Lettres aux électeurs belges (8 vols., Bruselas, 1853-1856)
- Souvenirs personnels et correspondance diplomatique 1824-1841 (Bruselas, 1883)